# ザホス・サモラダス

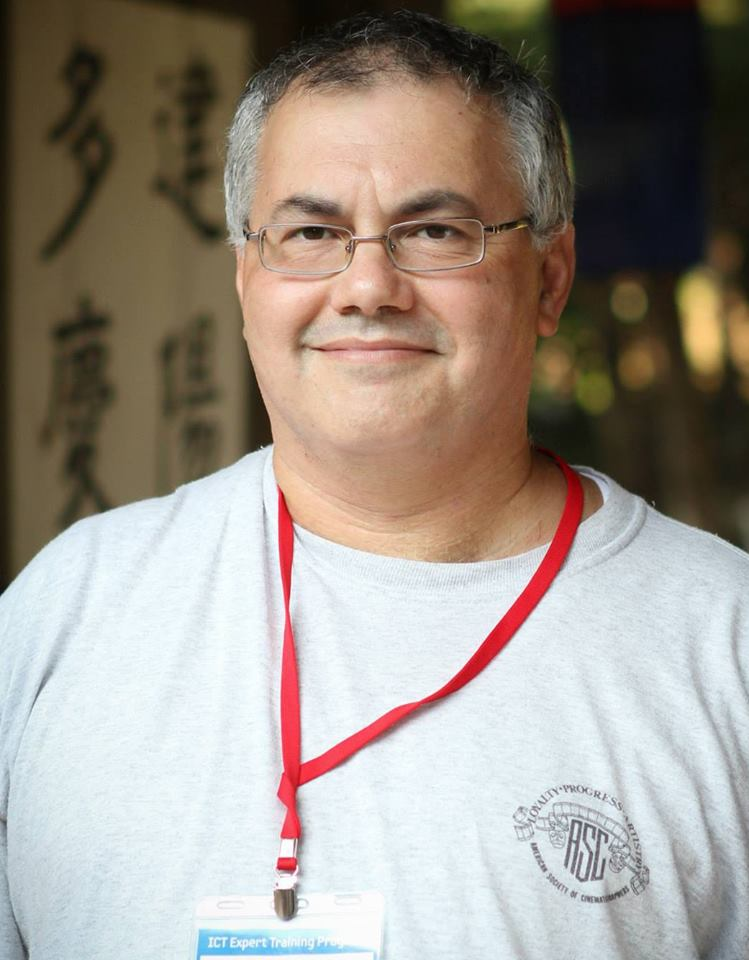
サモラダス監督（2013年）

ザホス・サモラダス（ギリシア語: Ζάχος Σαμολαδάς、英語: Zachos Samoladas、1967年8月26日 - ）は、ギリシャの映画監督で、主にアニメ映画を手掛けている。テッサロニキ出身。

## 経歴
1983年、当時まだ10代半ばの映画愛好家であったサモラダスは短編アニメを自作。ギリシャ国営テレビ局ERTの番組で自主制作アニメが取り上げられた。
その後、渡米してカリフォルニア芸術大学（CalArts）に入学し、ジュールス・エンゲルの薫陶を受けて実験的なアニメ制作を学んだ。また、アテネのエウゲニア・ハツィコウ映画学校（ギリシア語: Σχολή Κινηματογράφου Ευγενίας Χατζίκου、英語: Eugenia Hatzikou Film School）でも映画監督の学位を取得している。
1988年、20歳そこそこでテッサロニキ市営テレビ局のディレクターに就任し、現在は同局の番組制作監督を務めている。ギリシャ監督協会（ギリシア語: Σωματείο Ελλήνων Σκηνοθετών / ΕΕΣ、英語: Greek Directors Guild / GDG）会員。

## 作品

アニメ映画『THE RUNNER』のポスター（2016年）

アニメ映画『TOKEI MARU』のポスター（2018年）

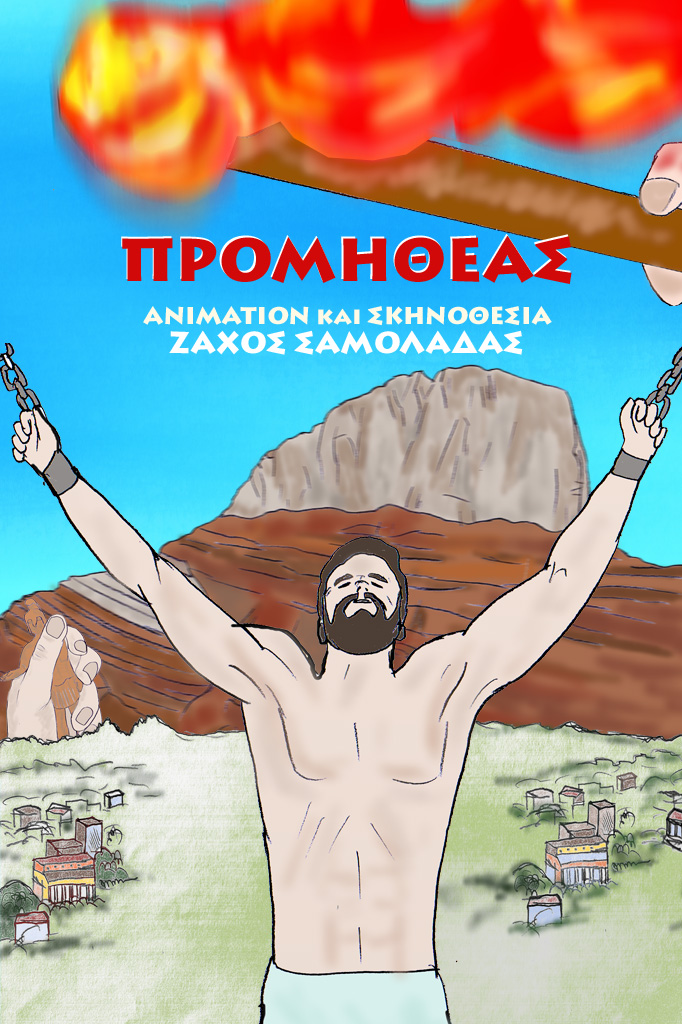
アニメ映画『PROMETHEUS』のポスター（2020年）

### アニメ
- 1985年: METAL STORY[1][2]
- 1986年: QUEST FOR FIRE[1][2]
- 1987年: METAL STORY II[1][2]
- 1988年: DEE[1][2]
- 1989年: THOR[1][2]
- 1997年: GENESIS[1][2]
- 1998年: CHAPTER VI[1][2]
- 2012年: EVOLUTION[1][2]
- 2016年: THE RUNNER[1][2]
- 2018年: TOKEI MARU[1][2]
- 2020年: PROMETHEUS[2]

### ドキュメンタリー
- 2006年: One life in History: The story of Dr Aris Poulianos[2]
- 2007年: The Age of Fire: Distant Relative[2]
- 2009年: The ape who fell from the sky[2]
- 2014年: THE MARTIAL ARTS ROAD[2]
- 2015年: NUMBERS[2]
- 2015年: DEMOCRACY[2]
- 2015年: CATTLE ROAD[2]
- 2016年: WOMEN IN HAIR[2]
- 2018年: BEARS[2]

### その他
- 1997年: THE THING - 実写アクション映画[1][2]
- 1999年: THE INCIDENT - 実写アクション映画[1][2]
- 2013年: MIRROR - 10分映像[1][2]
- 2014年: F.I.L.OS.com - 10分映像[1][2]

## 日本との関係
日本では、1922年に戦禍に見舞われた都市スミルナ（トルコ名・イズミル）からギリシャ難民やアルメニア難民を救出した日本商船「東慶丸」のエピソードを描いたアニメ映画『TOKEI MARU』の監督として主に知られている。2022年9月24日には、「東慶丸」によるギリシャ人救出100周年を記念して、ギリシャの都市カヴァラで「TOKEI MARU 1922-2022: Commemorating 100 Years since a Japanese Ship's Voyage to Smyrna」と題したイベントが開催され、関係各者が挨拶や講演を行ったほか、イベントの最後の締め括りとしてアニメ映画『TOKEI MARU』が上映された。本作のあらすじは以下の通り。
```
戦間期
の初頭、ギリシャとトルコの間で戦争が勃発（
希土戦争
）。当時、
セーヴル条約
に従ってギリシャが合法的に統治していた
エーゲ海
沿岸部の都市スミルナも旧領奪回を図る
トルコ
の攻撃対象となり、抵抗むなしく町は
トルコ軍
に占領された。1922年9月、トルコ軍が占領して間もないスミルナの町で
ギリシャ人
と
アルメニア人
の居住区が壊滅的な火災に見舞われる。かつて
薩英戦争
で
城下
を焼かれて父を失った日本商船「東慶丸」の船長は、炎上するスミルナの町で逃げ惑う住民を見過ごすことができず、トルコ軍の妨害に逆らって救出に向かい、一人でも多くの戦災者を救おうと積み荷をも投げ捨てる――
[
5
]
```